# Temenis hondurensis
Temenis hondurensis är en fjärilsart som beskrevs av Hans Fruhstorfer 1907. Temenis hondurensis ingår i släktet Temenis och familjen praktfjärilar. Inga underarter finns listade i Catalogue of Life.